# Satansbraten
Satansbraten (alemany: El rostit de Satanàs) és una pel·lícula alemanya del 1976 dirigida per Rainer Werner Fassbinder.

## Argument
El poeta Walter Kranz i la seva dona pràctica Luise viuen amb el germà discapacitat mental de Walter, Ernst. Tenen problemes de diners, ja que l'antic exitós “poeta de la revolució” no ha escrit res en dos anys. El seu compte bancari està en dèbit, el seu editor es nega a donar-li un avançament i ja ha acumulat massa deutes amb els seus amics Lisa i Rolf. Una de les amants de Walter, Irmgard von Witzleben, li escriu amb un xec, però accidentalment la dispara mentre juga amb una pistola.
En Walter se la idea d'escriure sobre una prostituta i comença a entrevistar a Lana von Meyerbeer, però li resulta més fàcil dormir amb ella que no pas fer bones preguntes. La seva dona mira i es queixa que fa 17 dies que no ha dormit amb ella. Mentrestant, el seu germà Ernst està ocupat augmentant la seva col·lecció de mosques mortes. Mentre un policia ve a demanar-li la coartada de Walter per l'assassinat, alguns deutors vénen a recuperar els seus mobles. Com que a casa s'ha tornat tan incòmode, en Walter prefereix quedar-se amb la seva amant Lisa, al marit de la qual no li importa. La Lisa accepta donar-li una coartada.
Cercant diners, Walter fa buscar la seva admiradora Andrée, que fa anys que li escriu cartes. Està contenta de viure amb Walter, Luise i Ernst. Andrée posa tots els seus estalvis a la seva disposició, es dedica completament a Walter i es deixa humiliar repetidament per ell. Fins i tot és violada al celler de carbó per Ernst a proposta de Walter.
Walter escriu un poema preciós, que la seva dona ràpidament s'adona que ha plagiat de Stefan George. Walter utilitza els diners de l'Andree per fer-se un vestit de l'Epoca Wilhelmiana, es posa una perruca i com George comença a llegir els seus textos a un petit grup de seguidors. Cada cop s'identifica més amb George, només la seva aparença li preocupa, ja que la Luise ha assenyalat que Walter és massa gros per ser Stefan George.
Quan s'acaben els estalvis d'Andrée, el públic de Walter tampoc no torna, perquè els pagava per assistir a les seves conferències. Amb l'excepció d'Andrée, l'únic deixeble que queda de Walter és un jove anomenat Urs, que promet portar el seu germà. Quan la Luise assenyala que Stefan George era homosexual, Walter va de creuer al lavabo d'homes. Coneix un prostitut, però és incapaç de tenir sexe gai, i la prostituta es mostra incapaç d'ajudar amb les seves lectures. Walter declara que Stefan George és mort, però segueix interessat en la visió del món inspirada en Friedrich Nietzsche del superhome i dels febles.
La manca de diners porta a Walter a visitar els seus pares ancuabs, als quals aconsegueix estafar amb els escassos estalvis del funeral. L'Andree, que el segueix a cada pas del camí, es sorprèn al descobrir que els pares de Walter no són tan rics i educats com ell havia fet semblar.
Aviat, la crisi creativa de Walter ha acabat: torna a escriure i llegint a l'Andree i als seus dos deixebles. No obstant això, encara li falten diners, cosa que el porta a sorprendre la prostituta Lana al seu apartament. Quan s'adona que està casada, fa servir el xantatge per demanar els seus estalvis. Però no esperava els protectors de la Lana, que el colpegen salvatgement davant de l'Andree. Quan en Walter, encara estirat a terra, somriu, l'Andree ho pren com a feblesa i renuncia completament a la seva creença en ell.
A Walter no li importa, perquè ho ha fet: ha acabat el seu llibre Cap celebració per la mort del gos del Führer i l'editor està satisfet. Suggereix un eslògan publicitari: "Una èpica de les terres baixes i les clavegueres de l'existència humana". Walter torna a casa per descobrir que la seva dona ha estat hospitalitzada. Durant tot aquest temps, mai havia prestat atenció a la seva aparença ni als seus comentaris sobre la seva salut. Quan arriba a l'hospital amb els dos deixebles restants, la Luise ja ha mort. S'ensorra teatralment, decepcionant els deixebles, davant dels quals Walter sempre ha jurat ser fort.
Ell declara que tot ha estat una actuació al metge. Ara, Walter decideix desfer-se del seu germà i acusa Ernst de l'assassinat d'Irmgard per treure la policia del seu rastre. També li diu a Ernst que tregui la pistola del seu amagatall, però Ernst li dispara mentre parla amb la policia. Quan sona el timbre, la policia està davant de la porta amb Irmgard. Li aboquen una galleda d'aigua freda i el fan aixecar-se. En Walter els pregunta, irritat: "Aquest és el paradís?" 

## Repartiment
- Kurt Raab : Walter Kranz
- Margit Carstensen - Andrée
- Helen Vita - Luise Kranz
- Volker Spengler - Ernst Kranz
- Ingrid Caven - Lisa
- Marquard Bohm - Rolf
- Y Sa Lo - Lana von Meyerbeer
- Ulli Lommel - Lauf
- Brigitte Mira - Mrs. Kranz
- Katherina Buchhammer - Irmgart von Witzleben
- Armin Meier - Hustler